# Хенвей, Джонас
Джонас Хенвей (1712—1786) — английский коммерсант, впервые применивший зонт для защиты от дождя.

## Биография
Джонас Хенвей родился 12 августа 1712 года в городе Портсмуте. Рано лишился отца, флотского провиантского агента, погибшего от несчастного случая. Первоначальное образование получил в Лондоне, куда переселилась его мать после смерти мужа.
Начал свою торговую деятельность в Португалии в 1729 году. В 1743 году, являясь членом Русской компании британских купцов, он был послан в Россию и Иран, чтобы уладить трудности в британской транзитной торговле с Ираном через Россию. Они возникли из-за деятельности Дж. Эльтона, который перешёл на службу к персидскому шаху и начал строить для него флот на Каспии, что не могло понравиться России. Торгуя с Ираном, Дж. Хенвей составил карту Каспийского моря.
Последние годы своей жизни он провел в Англии, отдавшись всецело общественной просветительной и благотворительной деятельности. В 1756 году Хенвей основал Морское общество Англии. Помимо этого основал в британской столице воспитательные и воскресные школы и несколько других благотворительных учреждений.
Отличался необыкновенной разговорчивостью и очень много писал. Известны 74 его сочинения, большая часть их имела нравоучительный характер. Между прочим, в своем «Essay on tea» он нападал на пагубный обычай чаепития. 
Джонас Хенвей умер 5 сентября 1786 года и был погребен на кладбище в предместье Лондона в графстве Мидльсекс. 
В 1788 году ему был воздвигнут памятник в Вестминстерском аббатстве.
Джонас Хенвей известен как первый англичанин, который начал применять зонт, как защиту от дождя.